# San Pedro de Gaíllos
San Pedro de Gaíllos é um município da Espanha na província de Segóvia, comunidade autónoma de Castela e Leão, de área 26 km² com população de 381 habitantes (2005) e densidade populacional de 13,51 hab/km².

## Demografia
| Variação demográfica do município entre 1991 e 2004 | Variação demográfica do município entre 1991 e 2004 | Variação demográfica do município entre 1991 e 2004 | Variação demográfica do município entre 1991 e 2004 |
| --------------------------------------------------- | --------------------------------------------------- | --------------------------------------------------- | --------------------------------------------------- |
| 1991                                                | 1996                                                | 2001                                                | 2004                                                |
| 339                                                 | 381                                                 | 337                                                 | 353                                                 |